# Cibele Larrama
Cibele Larrama (São Paulo, 5 abril de 1969) é uma atriz brasileira.

## Trabalhos na TV
| Ano  | Título                  | Personagem                             | Notas                                |
| ---- | ----------------------- | -------------------------------------- | ------------------------------------ |
| 2014 | Milagres de Jesus       | Rana                                   | Episódio: "A Cura da Mão Ressequida" |
| 2012 | Rei Davi                | Allat, Bruxa de Endor                  |                                      |
| 2011 | Sansão e Dalila         | Mãe de Jidafe                          |                                      |
| 2008 | Beleza Pura             | Amanda                                 |                                      |
| 2007 | Sete Pecados            | Dona da loja de brinquedos             |                                      |
| 2006 | Cobras & Lagartos       | Celeste                                |                                      |
| 2000 | Você Decide             | Locutora                               |                                      |
| 1998 | Pérola Negra            | Malvina Isabel Pacheco Oliveira Baggio |                                      |
| 1997 | Você Decide             | —                                      | 1 episódio                           |
| 1996 | A Vida como Ela É...    |                                        | Episódio: "O Delicado"               |
| 1996 | Você Decide             | Vários personagens                     | 3 episódios                          |
| 1995 | Decadência              | Mariana                                |                                      |
| 1995 | Você Decide             | —                                      | 1 episódio                           |
| 1994 | A Viagem                | Maria                                  |                                      |
| 1993 | Mulheres de Areia       | Luzia                                  |                                      |
| 1992 | Você Decide             | —                                      | 1 episódio                           |
| 1992 | As Noivas de Copacabana | Vendedora                              |                                      |